# شلی برمن
شلی برمن (انگلیسی: Shelley Berman؛ زادهٔ ۳ فوریهٔ ۱۹۲۵ - ۱ سپتامبر ۲۰۱۷) یک هنرپیشه و فیلم‌نامه‌نویس اهل ایالات متحده آمریکا بود. وی از سال ۱۹۵۴ تا ۲۰۱۷ مشغول فعالیت بوده‌است.
وی صبح اول سپتامبر ۲۰۱۷ در ۹۲ سالگی بر اثر عوارض آلزایمر درگذشت.
او در فیلم موتوراما بازی کرده است.